# St. Peter (Kastl)

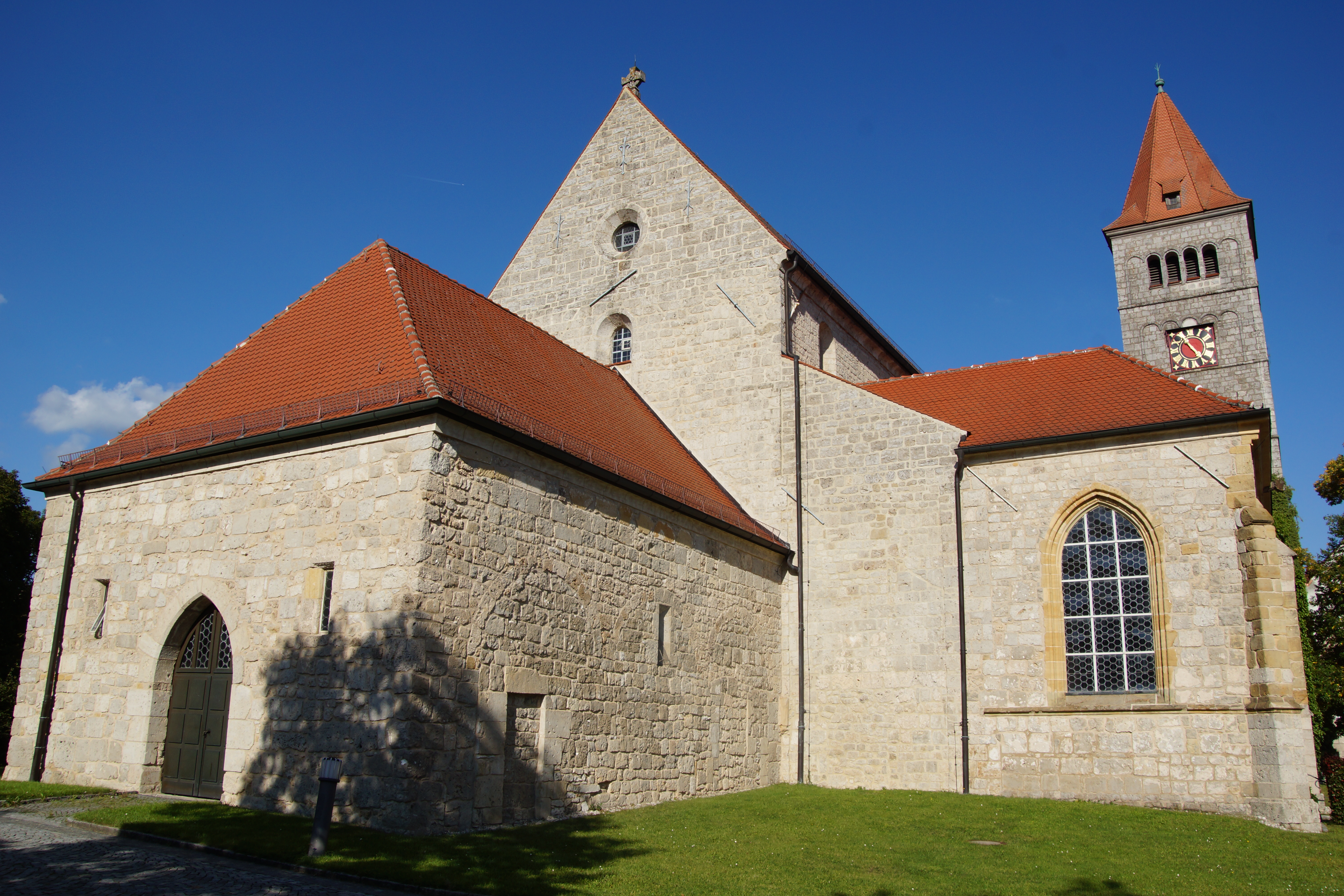
St. Peter (Kastl)

Die römisch-katholische, denkmalgeschützte ehemalige Klosterkirche des Klosters Kastl ist seit 1808 Pfarrkirche St. Peter von Kastl, einem Markt im Landkreis Amberg-Sulzbach in der Oberpfalz. Die Pfarrei ist dem Dekanat Habsberg des Bistums Eichstätt zugeordnet. Das Bauwerk ist unter der Denkmalnummer D-3-71-132-21 als Baudenkmal in die Bayerische Denkmalliste eingetragen.

## Beschreibung
Die romanische Kirche aus Quadermauerwerk wurde im Wesentlichen bis 1129 fertiggestellt. Sie besteht aus einem Langhaus mit neun Jochen. Der westliche Teil mit drei Jochen ist eine Pseudobasilika aus fünf Kirchenschiffen mit drei Jochen, die beiden äußeren werden von Strebepfeilern gestützt. Im östlichen Teil hat die Pseudobasilika nur noch drei Kirchenschiffe, die mit Apsiden abschlossen sind. Die Sakristei befindet sich im östlichen Joch des nördlichen Seitenschiffs. Um 1400 wurde im Westen ein Anbau angefügt, der hinter dem Portal das Vestibül beherbergt. Der mit einem Knickhelm bedeckte Kirchturm vor der Südwand der beiden östlichen Joche musste 1952/53 erneuert werden. Sein oberstes Geschoss beherbergt hinter den als Tetraforien gestalteten Klangarkaden den Glockenstuhl, in dem vier historische und seit 2009 drei neue Kirchenglocken hängen.
Das Mittelschiff hat keine Obergaden. Sein Innenraum ist mit einem Tonnengewölbe überspannt. Die Seitenschiffe haben innen Kreuzgratgewölbe, deren Gewölberippen auf Pilastern ruhen. Zur Kirchenausstattung gehört ein klassizistischer Hochaltar von 1782 mit einer monumentalen Kreuzigungsgruppe über dem Tabernakel und dem Malteserkreuz. Auf dem Altarretabel ist eine Mater Dolorosa dargestellt. Die Kanzel und ihr Schalldeckel wurden 1679 gebaut.

## Glocken
Das siebenstimmige Geläut setzt sich aus folgenden Glocken zusammen:
| Glocke | Namen                | Gießer, Gussort                        | Gussjahr     | Gewicht | Durchmesser | Schlagton |
| ------ | -------------------- | -------------------------------------- | ------------ | ------- | ----------- | --------- |
| 1      | Stürmerin            | vermutlich Hermann Kessler I, Nürnberg | 1322         | 2740 kg | 1690 mm     | c′+1      |
| 2      | Benediktusglocke     | Glockengießerei Bachert, Karlsruhe     | 2009         | 1522 kg | 1350 mm     | es′+3     |
| 3      | Petersglocke         | vermutlich Hermann Kessler I, Nürnberg | 1312         | 1380 kg | 1244 mm     | ges′-3    |
| 4      | Marienglocke         | vermutlich Hermann Kessler I, Nürnberg | Anf. 14. Jh. | 0990 kg | 1150 mm     | g′+2      |
| 5      | Menschwerdungsglocke | Glockengießerei Bachert, Karlsruhe     | 2009         | 0483 kg | 0910 mm     | b′+7      |
| 6      | Auferstehungsglocke  | Glockengießerei Bachert, Karlsruhe     | 2009         | 0333 kg | 0805 mm     | c″+9      |
| 7      | Kleine Glocke        | unbekannt                              | um 1300      | 0250 kg | 0672 mm     | f″+5      |

## Mumie Prinzessin Anna

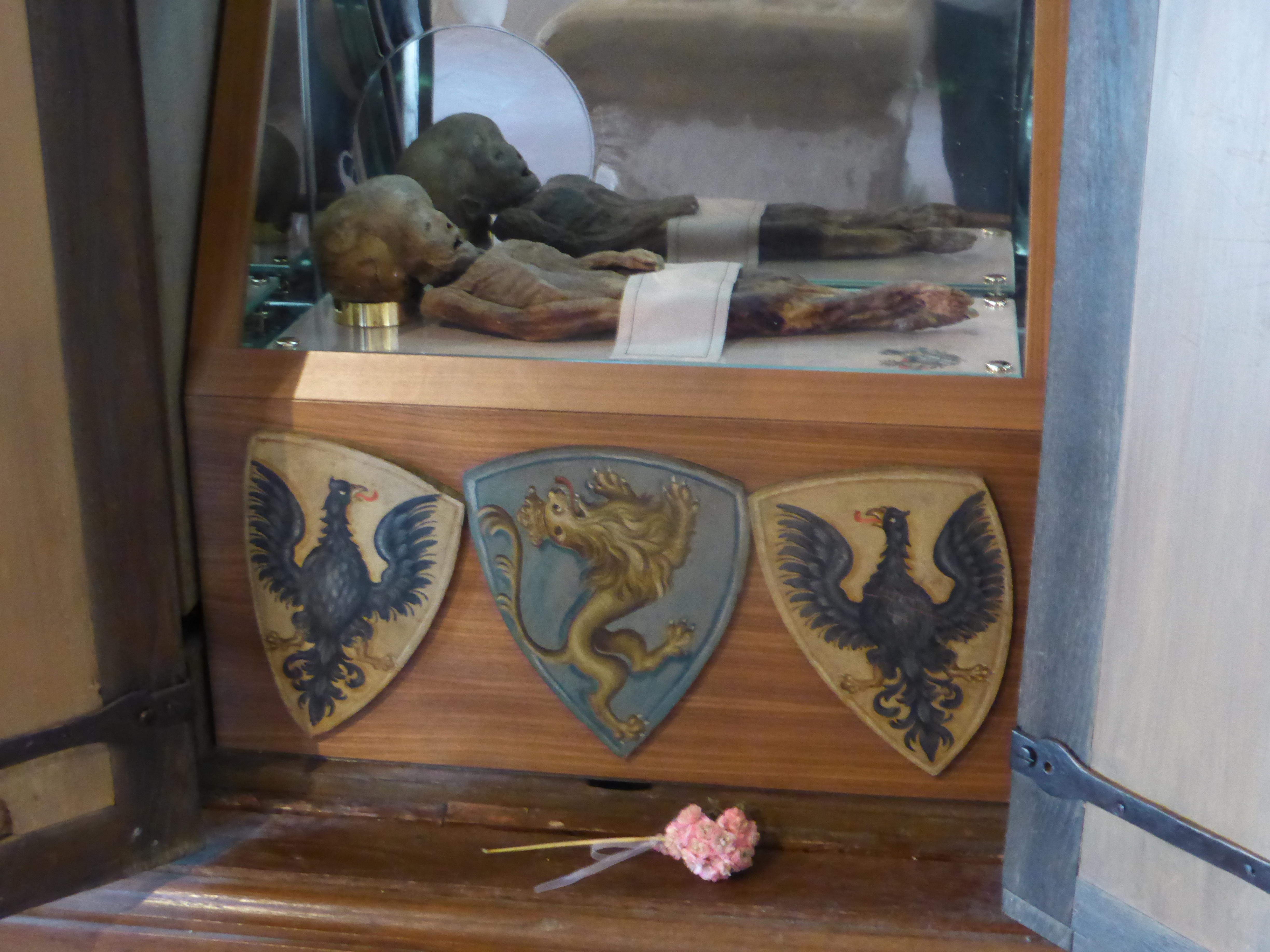
Mumie der Prinzessin Anna im Paradies von St. Peter

Während eines Aufenthaltes Ludwigs IV. in Kastl erkrankte eines seiner mit ihm gereisten Kinder, die zwischen 12 und 18 Monate alte Anna, die aus der Ehe mit Beatrix von Schlesien-Schweidnitz stammte. Am 29. Januar 1319 schließlich verstarb die Prinzessin, wurde aber nicht nach München überführt, sondern mumienartig einbalsamiert und im Kloster bestattet. Im Jahr 1715 wurde die Leiche aus dem Hochgrab herausgenommen und in einem Eichenschrank aufbewahrt. Der als Mumie erhaltene Leichnam ruhte in einem Schrein im „Paradies“, der Vorhalle der Kirche, und war zu besichtigen. Nachdem Luftfeuchtigkeit und Temperaturschwankungen der Mumie bereits zugesetzt hatten, wurde sie 2013 ein halbes Jahr in einen mit Stickstoff gefüllten Spezialschrein umgebettet sowie gereinigt. Mittlerweile wurde der Leichnam in einer speziell konstruierten Vitrine, die die Luftdruckunterschiede durch eine Art Kondensator ausgleicht und Januar 2014 in den zuvor renovierten Barockschrank eingepasst wurde, wieder ins „Paradies“ zurückgebracht und soll darin, mit königlichen Insignien wie stilisierter Krone und Wappen, weiter öffentlich zu sehen sein.